# 算数メイト
算数メイト（さんすうメイト）は、1977年8月にエポック社が日本で発売した計算学習玩具。

## 概要
小学生低学年を対象とした電卓型の計算学習機。同様のコンセプトの製品としては前年にテキサス・インスツルメンツが発売したリトル・プロフェッサー（日本では1977年3月発売）がある。NECと共同開発したワンチップの専用LSIを搭載。定価4,880円。
表示部分はFL表示管を使用しており、通常の数字を表示する日の字型の桁の他に、四則演算記号とイコールを表示する特種配列の桁がある。
内容は、レッスンの種類と四則を選ぶと計算問題が表示され、正しい答えを入力するかアンサー（正解表示）キーを押すと次の問題に進む。10問解き終わると正答数が表示される。レッスンはL1が一桁同士の計算、L2が一桁同士の中抜き算、L3が二桁同士の計算、L4が九九算マスター。

## 関連商品
リトル・プロフェッサー
1976年6月にアメリカ合衆国でテキサス・インスツルメンツより発売。日本では1977年3月にテキサス・インスツルメンツ・アジアリミテッドより6,600円で発売された。表示部分に赤色LEDを使用している。
さんすう博士（EL-6000）
1977年12月10日にシャープより発売された、同じコンセプトの商品。電卓用カスタムLSIと2キロバイトのROM、512ビットのRAMを内蔵している。機能は算数メイトより上で、本体価格は算数メイトの3倍程度（12,000円）であったが、1月末までの約2か月で10万台を販売した。答えを求めるのに筆算をするための計算台付き。翌年には小学生高学年まで対応した新モデル（EL-6001）も登場した。
計算ドリル内蔵電卓
2005年9月にシャープより発売された。通常の電卓に計算ドリル機能を付けたもの。学習より脳トレを主な目的としている点が異なる。